# Falköpings och Hökensås kontrakt
Falköpings och Hökensås kontrakt är ett kontrakt i Skara stift inom Svenska kyrkan. Kontraktet bildades 1 januari 2017 genom en namnändring av Falköpings kontrakt samtidigt som det utökades med församlingarna från det då upplösta Hökensås kontrakt samt två församlingar från det då upplösta Redvägs kontrakt (Norra Mo församling och Norra Hestra församling)..
Kontraktskoden är 0305.
2018 överfördes Norra Hestra församling från Skara stift och detta kontrakt till Växjö stift och Östbo-Västbo kontrakt. 
Ingående församlingar framgår av navigationsboxen nedan.